# アラゲハンゴンソウ
アラゲハンゴンソウ（粗毛反魂草、学名: Rudbeckia hirta、別名：キヌガサギク）はキク科オオハンゴンソウ属の植物。
北米原産であり、メリーランド州の州花である。

## 日本での生息
日本国内でも帰化植物として生息している。戦前から北海道では見られ、近年では全国に分布している。
環境省指定特定外来生物のオオハンゴンソウと非常によく似ている。アラゲハンゴンソウ自体は法に基づく防除の対象ではないが、外来生物には変わりなく、野生化して在来種を駆逐し、生態系を脅かすようなことにならないよう、生息域の拡大などに注意が必要である。
かつて千葉県成田市三里塚周辺では、夏になると下総御料牧場や成田鉄道多古線の跡地で一面に咲き誇っていたことから、地元の住民らは「牧場花」「鉄道花」と呼んでいた。